# Wilhelm Ahrens (matemático)
Wilhelm Ahrens (Lübz, Mecklemburgo, 3 de março de 1872 – 23 de maio de 1927) foi um matemático e autor de matemática recreativa alemão.

## Biografia
Ahrens estudou de 1890 a 1897 em Rostock, onde foi aluno de Otto Staude, onde graduou-se summa cum laude. De 1895 a 1896 lecionou na escola alemã em Antuérpia, estudando um semestre com Sophus Lie em Leipzig. Em 1897 lecionou em Magdeburgo na 'Baugewerkeschule, a partir de 1901 na escola de engenharia. Inspirado por Sophus Lie, escreveu "On transformation groups, all of whose subgroups are invariant" (Hamburger Math Society Vol 4, 1902).
Escreveu proficuamente sobre a história da matemática e jogos matemáticos (matemática recreativa), sobre a qual escreveu uma obra notável e também contribuiu com a Encyklopädie der mathematischen Wissenschaften. Seus predecessores foram Jacques Ozanam na França, onde o teórico dos números Édouard Lucas (1842–1891) escreveu no século XIX livros similares, Walter William Rouse Ball (1850–1925) na Inglaterra (Mathematical recreations and essays 1892), Samuel Loyd (1841–1901) nos Estados Unidos e Henry Dudeney (1857–1930) na Inglaterra. Neste sentido Martin Gardner (1914-2010) e Ian Stewart, editor da coluna matemática na Scientific American, podem ser reconhecidos como seus sucessores.

## Obras
- Mathematische Unterhaltungen und Spiele [Mathematical Recreations and Games], 1901
- Mathematische Spiele [Mathematical Games], 1902
- Scherz und Ernst in der Mathematik; geflügelte und ungeflügelte Worte [Fun and seriousness in Mathematics], 1904
- Gelehrten-Anekdoten [Scholarly anecdotes], 1911
- Mathematiker-Anekdoten [Anecdotes of Mathematicians], 1916